# Paulo Cesar de Oliveira
Paulo Cesar de Oliveira (Cruzeiro, 16 de dezembro de 1973), é um ex-árbitro brasileiro de futebol. Atualmente é o comentarista de arbitragem do Grupo Globo.
É irmão do também árbitro Luiz Flávio de Oliveira.

## Carreira
Começou a carreira em 1996 e chegou ao quadro da primeira divisão, de forma definitiva, em 1997. Já em 1999 ingressou no quadro internacional.
Pertenceu ao quadro de árbitros da FIFA.
No futebol brasileiro, atuou em 327 partidas nacionais, sendo 270 na Série A, 23 jogos na Série B, 2 jogos na Série C, 1 na D, e 31 pela Copa do Brasil.
Em 21 de maio de 2014, aos 40 anos, anunciou sua aposentadoria, e, quatro dias depois, estreou como comentarista de arbitragem na Rede Globo.